# ساقية (آلة)

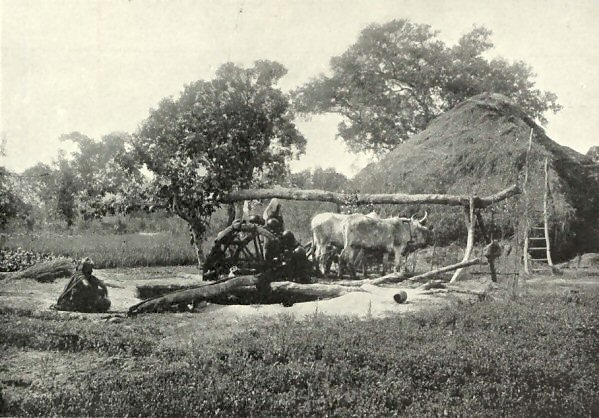
الساقية، في قرابة 1905

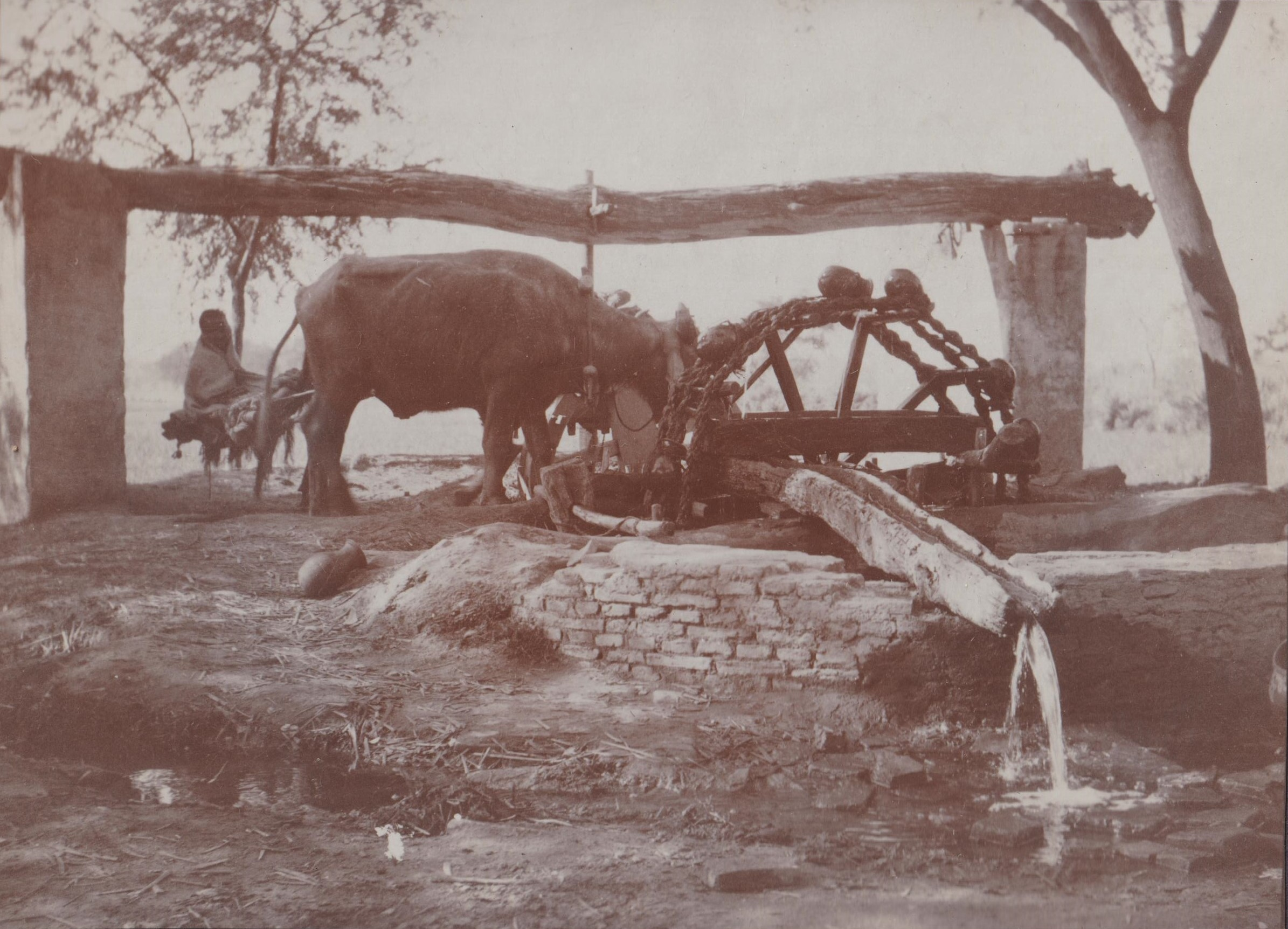
"دولاب بنجابي"، الهند نحو 1917

الساقية هي آلة ميكانيكية لرفع المياه. وإنها مشابهة في وظيفتها لدولاب غرف [الإنجليزية]، التي تستخدم العصامير (القواديس) أو الجِرَار أو المغارف المثبتة إما مباشرة على دولاب عمودي، أو بسَيْر لا نهاية له يُنشَّط بواسطة هذا الدولاب. يُربط الدولاب العمودي نفسها عن طريق عمود بدوير بدولاب أفقي، والذي يُحرَّك تقليديًا بقوة الحيوانات (الثيران والحمير وما إلى ذلك). تختلف الساقي عن الناعورة وعن أي نوع آخر من الدواليب المائية لأنها لا تستخدم قوة المياه المتدفقة.
ولا تزال الساقية مستخدمة في الهند ومصر وأجزاء أخرى من الشرق الأوسط وفي شبه الجزيرة الإيبيرية وجزر البليار. ربما اُختُرعت في المملكة البطلمية في مصر أو إيران أو كوش أو الهند. وكانت الساقية تستخدم أساسًا لأغراض الري، ولكن ليس حصراً، كما يظهر من مثال قصر عمرة ، حيث اُستُخدمت جزئياً على الأقل لتوفير المياه للحمام الملكي.

## الاسم والمعنى

### التأثيل والمعاني ذات الصلة
كلمة ساقية مشتقة من جذر "سقى". معناها العام هو الإشارة إلى قناة مياه للري أو لإمدادات المياه في المدينة، ولكنها تنطبق بالتالي على الآلة الذي يوفر المياه لمثل هذا الري. وبالمثل، تُستخدم كلمة الساقية في المغرب العربي وفي إسبانيا ومستعمراتها السابقة كالمكسيك وجنوب غرب الولايات المتحدة للدلالة على قناة الري أو قناة المياه في إسبانيا. في المغرب العربي، الكلمة ذات الصلة "سَقَّايَة" تشير أيضًا إلى نافورة عامة حيث يمكن للسكان الحصول على الماء (شبيهة في وظيفتها بالسبيل).

### الساقية مقابل الناعورة
مصطلح الساقية هو المصطلح المعتاد لآلات رفع المياه التي تعمل بالطاقة الحيوانية. بينما يُستخدم مصطلح الناعورة بشكل شائع للإشارة إلى الآلات التي تستخدم قوة تحريك الماء لتدوير الدولاب بدلاً من ذلك. تُجمَّع الأنواع الأخرى من الآلات المماثلة تحت اسم المضخات السلسلية [الإنجليزية]. في المقابل، تستخدم النواعير الطاقة المائية التي تُحصَل عليها من جريان النهر. تتكون الناعورة من دولاب مائي كبير سفلي يتكون حافته من سلسلة من العصامير التي ترفع المياه من النهر إلى قناة مقنطرة في أعلى الدولاب. ومن الأمثلة الشهيرة على ذلك نوعير حماة في سوريا أو ناعورة أبي العافية في قرطبة بإسبانيا.

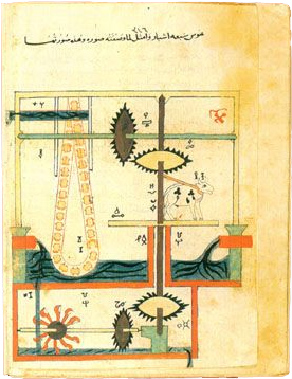
ساقية الجزري المتقدمة، ذات الدفع الحيواني والمائي، من كتاب "الجامع بين العلم والعمل النافع في صناعة الحيل" (1206).

ومع ذلك، فإن أسماء آلات رفع المياه التقليدية المستخدمة في الشرق الأوسط والهند وإسبانيا ومناطق أخرى غالبًا ما تستخدم بشكل فضفاض ومتداخل، أو تختلف حسب المنطقة. على سبيل المثال، يجمع كتاب الجزري الشهير "الجامع بين العلم والعمل النافع في صناعة الحيل" عن الآلات الميكانيكية الدولاب الذي تحركه المياه وعدة أنواع أخرى من آلات رفع المياه تحت المصطلح العام "الساقية". على النقيض من ذلك، في إسبانيا، يُستخدم مصطلح ناعورة (بالإسبانية: Noria)‏ لكلا النوعين من الدواليب، سواء كانت تعمل بواسطة الحيوانات أو بالتيار المائي.